# Unione Polisportiva Comunale Tavagnacco 2017-2018
Questa voce raccoglie le informazioni riguardanti l'Associazione Sportiva Dilettantistica Unione Polisportiva Comunale Tavagnacco nelle competizioni ufficiali della stagione 2017-2018.

## Stagione
La stagione è partita con la conferma alla guida della squadra di Amedeo Cassia. Al termine del girone di andata, con la squadra al terzo posto in classifica, Amedeo Cassia ha rinunciato all'incarico alla guida tecnica per motivi di lavoro; in attesa della nomina del nuovo tecnico, gli allenamenti sono stati affidati a Gianni Iacuzzi, allenatore della squadra Primavera. Il 1º febbraio 2018 è stato annunciato il ritorno sulla panchina del Tavagnacco di Marco Rossi, già allenatore della squadra friulana dal 2011 al 2014.

## Divise e sponsor
La divisa casalinga ritorna a uno schema già utilizzato in passato, abbinando i colori societari, giallo e blu, con la maglia gialla bordata di bianco su maniche e collo, pantaloncini blu e calzettoni nuovamente gialli, oppure entrambi blu o entrambi gialli, mentre la seconda divisa è interamente bianca con eventuali motivi grafici sui pantaloncini. Lo sponsor principale si conferma Megavision Optic Store.
| Casa | Trasferta |

## Organigramma societario
Da sito societario.
Area tecnica
- Allenatore: Amedeo Cassia (fino al 31 gennaio 2018), Marco Rossi (dal 1º febbraio 2018)
- Preparatore atletico: Paolo Paveglio
- Preparatore dei portieri: Giovanni Bin
- Massaggiatore: Mario Materassi
- Team Manager: Milena Ceschia
- Direttore sportivo: Vincenzo Zangrando

## Rosa
Rosa e numeri come da sito societario e da documentazione ufficiale società.
| N. |                     | Ruolo | Calciatrice                   |
| -- | ------------------- | ----- | ----------------------------- |
| 4  | Italia (bandiera)   | D     | Michela Martinelli (capitano) |
| 5  | Italia (bandiera)   | D     | Gloria Frizza                 |
| 6  | Italia (bandiera)   | D     | Sara Mella                    |
| 7  | Italia (bandiera)   | A     | Paola Brumana                 |
| 8  | Italia (bandiera)   | C     | Alessia Tuttino               |
| 10 | Scozia (bandiera)   | A     | Lana Clelland                 |
| 12 | Italia (bandiera)   | P     | Serena Ferroli                |
| 14 | Italia (bandiera)   | C     | Chiara Cecotti                |
| 16 | Slovenia (bandiera) | C     | Kaja Eržen                    |
| 17 | Italia (bandiera)   | D     | Federica Veritti              |
| 19 | Italia (bandiera)   | C     | Federica Tortolo              |
| 20 | Italia (bandiera)   | C     | Michela Catena                |
| 21 | Italia (bandiera)   | A     | Marta Mascarello              |
| 22 | Italia (bandiera)   | P     | Matilde Copetti               |

| N. |                   | Ruolo | Calciatrice        |
| -- | ----------------- | ----- | ------------------ |
| 23 | Italia (bandiera) | D     | Roberta Filippozzi |
| 24 | Italia (bandiera) | A     | Caterina Fracaros  |
| 27 | Italia (bandiera) | C     | Elisa Camporese    |
| 31 | Italia (bandiera) | C     | Giulia Cotrer      |
| 46 | Italia (bandiera) | C     | Veronica Benedetti |
|    | Italia (bandiera) | D     | Nicole Peressotti  |
|    | Italia (bandiera) | C     | Silvia Blarzino    |
|    | Italia (bandiera) | C     | Elisa Donda        |
|    | Italia (bandiera) | C     | Alessandra Dri     |
|    | Italia (bandiera) | C     | Marta Grosso       |
|    | Italia (bandiera) | C     | Eleonora Pozzecco  |
|    | Italia (bandiera) | A     | Caterina Fracaros  |
|    | Italia (bandiera) | A     | Erika Lauriola     |
|    | Italia (bandiera) | A     | Elisa Polli        |

## Calciomercato
| Acquisti | Acquisti         | Acquisti        | Acquisti |
| R.       | Nome             | da              | Modalità |
| -------- | ---------------- | --------------- | -------- |
| D        | Sara Mella       | Vittorio Veneto | [ 9 ]    |
| C        | Michela Catena   | L.F. Jesina     | [ 10 ]   |
| C        | Kaja Eržen       | Olimpia Lubiana | [ 11 ]   |
| A        | Marta Mascarello | Cuneo           | [ 12 ]   |
| A        | Elisa Polli      | L.F. Jesina     | [ 10 ]   |

| Cessioni | Cessioni          | Cessioni               | Cessioni   |
| R.       | Nome              | a                      | Modalità   |
| -------- | ----------------- | ---------------------- | ---------- |
| D        | Ambra Pochero     |                        | svincolata |
| C        | Alessandra Dri    | Pordenone              | [ 14 ]     |
| A        | Sofia Del Stabile | Nova Southeastern Uni. | [ 13 ]     |
| A        | Erika Lauriola    | Udinese                |            |
| A        | Chiara Paroni     |                        | svincolata |
| A        | Rossella Sardu    | Valpolicella           | [ 15 ]     |
| A        | Maria Zuliani     |                        | svincolata |

## Risultati

### Serie A

#### Girone di andata
| Arbitro: | Umberto Crainich (Conegliano) |

|  |           |                            |
|  | Marcatori | 7’, 27’, 39’, 65’ Clelland |

| Arbitro: | Andrè Scialla (Vicenza) |

|                                           |           |                                      |
| Clelland 29’, 40’, 45’ Brumana 62’, 90+2’ | Marcatori | 69’ Alborghetti 90’ (aut.) Camporese |

| Arbitro: | Andrea Faccini (Parma) |

|                               |           |  |
| Bergamaschi 30’ Giugliano 41’ | Marcatori |  |

| Arbitro: | Johannes Tappeiner (Merano) |

|                            |           |              |
| Camporese 44’ Clelland 46’ | Marcatori | 11’ Ciccotti |

| Arbitro: | Davide Giacometti (Gubbio) |

|                    |           |                     |
| Bonetti 85’ (rig.) | Marcatori | 32’ (rig.) Clelland |

| Arbitro: | Luca Selvatici (Rovigo) |

|                                    |           |               |
| Brumana 68’, 81’, 89’ Clelland 80’ | Marcatori | 90+1’ Orlandi |

| Arbitro: | Anna Scapolo (Padova) |

|                    |           |                                              |
| Tucceri Cimini 52’ | Marcatori | 23’, 77’ Polli 32’ Brumana 56’, 90+3’ Catena |

| Arbitro: | Luca Pileggi (Bergamo) |

|                              |           |  |
| Clelland 30’ Camporese 90+3’ | Marcatori |  |

| Arbitro: | Michele Cirio (Savona) |

|  |           |             |
|  | Marcatori | 12’ Brumana |

| Arbitro: | Enrico Gigliotti (Cosenza) |

|              |           |  |
| Serturini 2’ | Marcatori |  |

| Arbitro: | Luca Selvatici (Rovigo) |

|                |           |                          |
| Mascarello 54’ | Marcatori | 66’ Bonansea 72’ Franssi |

#### Girone di ritorno
| Arbitro: | Mirko Giuseppe Cimmarusti (Novara) |

|               |           |  |
| Camporese 82’ | Marcatori |  |

| Arbitro: | Dylan Marin (Portogruaro) |

|                                                                       |           |                          |
| Alborghetti 15’ (rig.) Pirone 67’ Pellegrinelli 70’ Monterubbiano 85’ | Marcatori | 41’ Camporese 64’ Frizza |

| Arbitro: | Simone Trevisan (Mestre) |

|                                      |           |                                                              |
| Brumana 53’ (rig.) Mendes 66’ (aut.) | Marcatori | 18’ Sikora 24’ Di Criscio 31’, 79’ Giacinti 44’, 90’ Girelli |

| Arbitro: | Domenico Mirabella (Napoli) |

|  |           |                             |
|  | Marcatori | 84’ Brumana 90+1’ Benedetti |

| Arbitro: | Ernesto Pinchetti (Sesto San Giovanni) |

|                                  |           |  |
| Tuttino 24’ Frizza 51’ Eržen 54’ | Marcatori |  |

| Arbitro: | Sebastian Petrov (Roma) |

|  |           |                                           |
|  | Marcatori | 26’, 88’ Mascarello 41’ Eržen 68’ Brumana |

| Arbitro: | Kevin Bonacina (Bergamo) |

|  |           |             |
|  | Marcatori | 11’ Pugnali |

| Arbitro: | Matteo Canci (Carrara) |

|                               |           |                                  |
| Soffia 8’ Kongoulī 89’ (rig.) | Marcatori | 22’ Brumana 25’ Polli 73’ Catena |

| Arbitro: | Michele Molinaroli (Vicenza) |

|                               |           |  |
| Brumana 37’ Clelland 76’, 89’ | Marcatori |  |

| Arbitro: | Davide Gandino (Alessandria) |

|                                     |           |  |
| Camporese 37’, 51’ Brumana 57’, 80’ | Marcatori |  |

| Arbitro: | Abdoulaye Diop (Treviglio) |

|                                           |           |  |
| Cantore 14’ Bonansea 63’, 82’ Cernoia 83’ | Marcatori |  |

#### Spareggio UEFA Women's Champions League
| Arbitro: | Gianluca Delnotaro (Verbano Cusio Ossola) |

|                              |           |  |
| Linari 20’, 90+3’ Guagni 65’ | Marcatori |  |

### Coppa Italia

#### Primo turno
Triangolare T1
| Arbitro: | Johannes Tappeiner (Merano) |

|                                 |           |  |
| Clelland 3’, 30’, 36’, 79’, 86’ | Marcatori |  |

| Arbitro: | Alessio Schiavon (Treviso) |

|                                                                  |           |  |
| Clelland 21’, 36’, 68’, 72’ Mella 33’ Polli 35’ Brumana 60’, 84’ | Marcatori |  |

#### Secondo turno
| Arbitro: | Sergio Palmieri (Conegliano) |

|                                                                               |           |  |
| Tuttino 6’ Mascarello 14’ Frizza 27’ Eržen 28’ Cecotti 44’ (rig.) Brumana 78’ | Marcatori |  |

#### Terzo turno
| Arbitro: | Gabriele Pette (Bologna) |

|                                                                         |           |              |
| Benedetti 2’, 17’, 34’ Mascarello 3’, 9’, 39’ Cotrer 48’ Eržen 78’, 87’ | Marcatori | 54’ Brunello |

#### Quarti di finale
| Arbitro: | Silvia Gasperotti (Rovereto) |

|                                        |                      |                                               |
| Fishley 70’                            | Marcatori            | 77’ (rig.) Clelland                           |
| Decker Wagner Fishley Hannula Kongoulī | Tiri di rigore 2 – 3 | Brumana Clelland Mascarello Camporese Tuttino |

#### Semifinale
| Arbitro: | Edoardo Papale (Torino) |

|                    |           |  |
| Girelli 24’ (rig.) | Marcatori |  |

## Statistiche

### Statistiche di squadra
| Competizione        | Punti | In casa | In casa | In casa | In casa | In casa | In casa | In trasferta | In trasferta | In trasferta | In trasferta | In trasferta | In trasferta | Totale | Totale | Totale | Totale | Totale | Totale | DR  |
| Competizione        | Punti | G       | V       | N       | P       | Gf      | Gs      | G            | V            | N            | P            | Gf           | Gs           | G      | V      | N      | P      | Gf     | Gs     | DR  |
| ------------------- | ----- | ------- | ------- | ------- | ------- | ------- | ------- | ------------ | ------------ | ------------ | ------------ | ------------ | ------------ | ------ | ------ | ------ | ------ | ------ | ------ | --- |
| Serie A             | 43    | 11      | 8       | 0       | 3       | 27      | 13      | 11           | 6            | 1            | 4            | 22           | 15           | 22     | 14     | 1      | 7      | 49     | 28     | +21 |
| Serie A - spareggio | -     | -       | -       | -       | -       | -       | -       | -            | -            | -            | -            | -            | -            | 1      | 0      | 0      | 1      | 0      | 3      | -3  |
| Coppa Italia        | -     | 4       | 4       | 0       | 0       | 28      | 1       | 2            | 0            | 1            | 1            | 1            | 2            | 6      | 4      | 1      | 1      | 29     | 3      | +26 |
| Totale              | -     | 15      | 12      | 0       | 3       | 55      | 14      | 13           | 6            | 2            | 5            | 23           | 17           | 29     | 18     | 2      | 9      | 78     | 34     | +44 |

### Andamento in campionato
| Giornata  | 1 | 2 | 3 | 4 | 5 | 6 | 7 | 8 | 9 | 10 | 11 | 12 | 13 | 14 | 15 | 16 | 17 | 18 | 19 | 20 | 21 | 22 |
| --------- | - | - | - | - | - | - | - | - | - | -- | -- | -- | -- | -- | -- | -- | -- | -- | -- | -- | -- | -- |
| Luogo     | T | C | T | C | T | C | T | C | T | T  | C  | C  | T  | C  | T  | C  | T  | C  | T  | C  | C  | T  |
| Risultato | V | V | P | V | N | V | V | V | V | P  | P  | V  | P  | P  | V  | V  | V  | P  | V  | V  | V  | P  |
| Posizione | 1 | 1 | 4 | 3 | 3 | 3 | 3 | 3 | 3 | 3  | 3  | 3  | 3  | 3  | 3  | 3  | 3  | 3  | 3  | 3  | 3  | 3  |

Legenda:

Luogo: C = Casa; T = Trasferta. Risultato: V = Vittoria; N = Pareggio; P = Sconfitta.

### Statistiche delle giocatrici
| Giocatore     | Serie A  | Serie A | Serie A     | Serie A    | Coppa Italia | Coppa Italia | Coppa Italia | Coppa Italia | Totale   | Totale | Totale      | Totale     |
| Giocatore     | Presenze | Reti    | Ammonizioni | Espulsioni | Presenze     | Reti         | Ammonizioni  | Espulsioni   | Presenze | Reti   | Ammonizioni | Espulsioni |
| ------------- | -------- | ------- | ----------- | ---------- | ------------ | ------------ | ------------ | ------------ | -------- | ------ | ----------- | ---------- |
| V. Benedetti  | 11       | 1       | 0           | 0          | 4            | 3            | 0            | 0            | 15       | 4      | 0           | 0          |
| S. Blarzino   | 0        | 0       | 0           | 0          | 1            | 0            | 0            | 0            | 1        | 0      | 0           | 0          |
| P. Brumana    | 21+1     | 14      | 5           | 1          | 5            | 3            | 0            | 0            | 27       | 17     | 5           | 1          |
| E. Camporese  | 21+1     | 6       | 4           | 0          | 5            | 0            | 0            | 0            | 27       | 6      | 4           | 0          |
| M. Catena     | 19       | 3       | 1           | 0          | 4            | 0            | 0            | 0            | 23       | 3      | 1           | 0          |
| C. Cecotti    | 19+1     | 0       | 0+1         | 0          | 3            | 1            | 0            | 0            | 23       | 1      | 1           | 0          |
| L. Clelland   | 15+1     | 13      | 1           | 0          | 4            | 10           | 0            | 0            | 20       | 23     | 1           | 0          |
| M. Copetti    | 0        | 0       | 0           | 0          | 3            | -1           | 0            | 0            | 3        | -1     | 0           | 0          |
| G. Cotrer     | 4        | 0       | 0           | 0          | 3            | 1            | 0            | 0            | 7        | 1      | 0           | 0          |
| E. Donda      | 0        | 0       | 0           | 0          | 1            | 0            | 0            | 0            | 1        | 0      | 0           | 0          |
| A. Dri        | -        | -       | -           | -          | 1            | 0            | 0            | 0            | 1        | 0      | 0           | 0          |
| K. Eržen      | 21+1     | 2       | 2           | 0          | 6            | 3            | 0            | 0            | 28       | 5      | 2           | 0          |
| S. Ferroli    | 22+1     | -28-3   | 0           | 0          | 3            | -2           | 0            | 0            | 26       | -30    | 0           | 0          |
| R. Filippozzi | 8+1      | 0       | 1+1         | 0          | 2            | 0            | 0            | 0            | 11       | 0      | 2           | 0          |
| C. Fracaros   | 4        | 0       | 0           | 0          | 0            | 0            | 0            | 0            | 4        | 0      | 0           | 0          |
| G. Frizza     | 22+1     | 2       | 2           | 0          | 6            | 1            | 0            | 0            | 29       | 3      | 2           | 0          |
| M. Grosso     | 2        | 0       | 0           | 0          | 1            | 0            | 0            | 0            | 3        | 0      | 0           | 0          |
| E. Lauriola   | -        | -       | -           | -          | -            | -            | -            | -            | -        | -      | -           | -          |
| M. Martinelli | 22+1     | 0       | 0           | 0          | 4            | 0            | 0            | 0            | 27       | 0      | 0           | 0          |
| M. Mascarello | 18+1     | 3       | 4           | 0          | 5            | 4            | 1            | 0            | 24       | 7      | 5           | 0          |
| S. Mella      | 20+1     | 0       | 0           | 0          | 6            | 1            | 2            | 0            | 27       | 1      | 2           | 0          |
| N. Peressotti | -        | -       | -           | -          | -            | -            | -            | -            | -        | -      | -           | -          |
| E. Polli      | 14+1     | 3       | 0           | 0          | 4            | 1            | 0            | 0            | 19       | 4      | 0           | 0          |
| E. Pozzecco   | -        | -       | -           | -          | 2            | 0            | 0            | 0            | 2        | 0      | 0           | 0          |
| F. Tortolo    | 3        | 0       | 1           | 0          | 2            | 0            | 0            | 0            | 5        | 0      | 1           | 0          |
| A. Tuttino    | 22+1     | 1       | 3           | 0          | 5            | 1            | 1            | 0            | 28       | 2      | 4           | 0          |
| F. Veritti    | 4        | 0       | 0           | 0          | 4            | 0            | 0            | 0            | 8        | 0      | 0           | 0          |